# Nyírkércs, Szabolcs-Szatmár-Bereg
Nyírkércs  este un sat în districtul Baktalórántháza, județul Szabolcs-Szatmár-Bereg, Ungaria, având o populație de 835 de locuitori (2011). 

## Demografie
Componența etnică a satului Nyírkércs
     Maghiari (100%)
Componența confesională a satului Nyírkércs
     Reformați (45,15%)
     Romano-catolici (24,07%)
     Greco-catolici (12,1%)
     Necunoscută (18,2%)
     Fără religie (0,48%)
Conform recensământului din 2011, satul Nyírkércs avea 835 de locuitori. Din punct de vedere etnic, majoritatea locuitorilor (100,0%) erau maghiari. Nu există o religie majoritară, locuitorii fiind reformați (45,15%), romano-catolici (24,07%) și greco-catolici (12,1%). Pentru 18,2% din locuitori nu este cunoscută apartenența confesională.